# Estrecho de Øresund
El estrecho de Øresund —o simplemente Sund, como se conoce tradicionalmente en español; Øresund en danés, Öresund en sueco— separa la isla danesa de Selandia de la provincia sueca de Escania. Desde el año 2000, el puente de Øresund conecta ambos países por carretera y ferrocarril. Cabe decir que, estrictamente, «estrecho de Øresund» es una expresión redundante ya que sund significa precisamente «estrecho».

## Geografía
Øresund es uno de los tres estrechos daneses que conectan el mar Báltico con el mar del Norte (a través de los tramos Kattegat y Skagerrak) y es una de las vías marinas más utilizadas del mundo. En el Øresund se encuentra la isla Ven (perteneciente a Suecia), así como las islas Amager y Saltholm y las islas artificiales Peberholm, Middelgrundsfortet y Flakfortet (todas pertenecientes a Dinamarca).

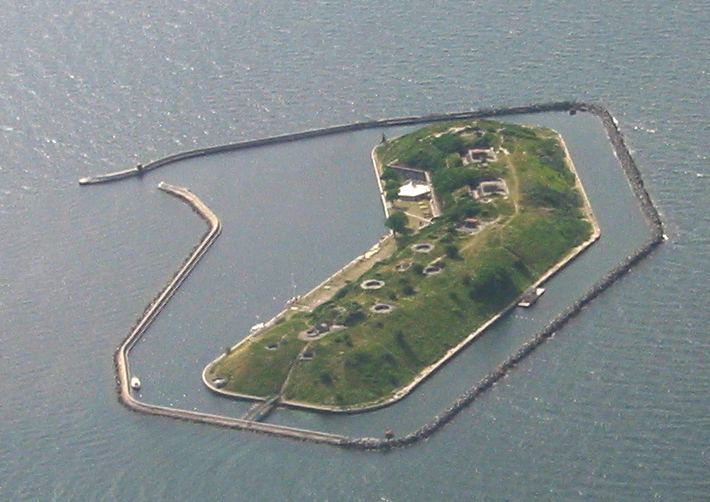
Vista aérea de la isla artificial Flakfortet.

El puente de Øresund (Øresundsbron o Öresundsbron) fue inaugurado oficialmente el 1 de julio de 2000 por la Reina Margarita II de Dinamarca y el rey Carlos XVI Gustavo de Suecia. Esta construcción cruza el estrecho uniendo las dos ciudades más grandes que se encuentran en la región: Copenhague (Dinamarca) y Malmö (Suecia). Unidas por el Öresundsbron, que es administrado por ambos países, ambas ciudades forman la Región de Øresund. 
Cabe señalar que el enlace sobre Öresund ("Öresundsförbindelsen", comúnmente denominado un «puente», Öresundsbron) es en realidad una combinación de «puente y túnel». El puente propiamente dicho deja Malmö, se extiende sobre las aguas suecas, llega a una isla artificial en el medio del estrecho (Peberholm) y se sumerge como un túnel bajo las aguas danesas, para reaparecer cerca de Copenhague.
La conexión más corta en ferry sobre Øresund se encuentra más al norte entre Helsingør (Dinamarca) y Helsingborg (Suecia).

## Etimología
La palabra germánica sund tiene la misma raíz que el verbo sondern, «separar». En idioma sueco, cualquier estrecho se llama sund. En Noruega, cientos de angostos estrechos que separan las islas y fiordos o la combinación de partes exteriores de fiordos se denominan sund. Otra explicación deriva sund del antiguo verbo sunt, «nadar». De esta forma un sund sería un estrecho que puede ser atravesado a nado.
También se ha usado la denominación para nombrar algunos fiordos y bahías en América del Norte —como el de Prince William Sound— y en Nueva Zelanda y el sentido europeo de la palabra se ha perdido.
En cuanto a Øre, podría haber perdido una N inicial y haber sido originalmente Noresund, con el significado de «estrecho del norte», en alemán medieval.

## Historia

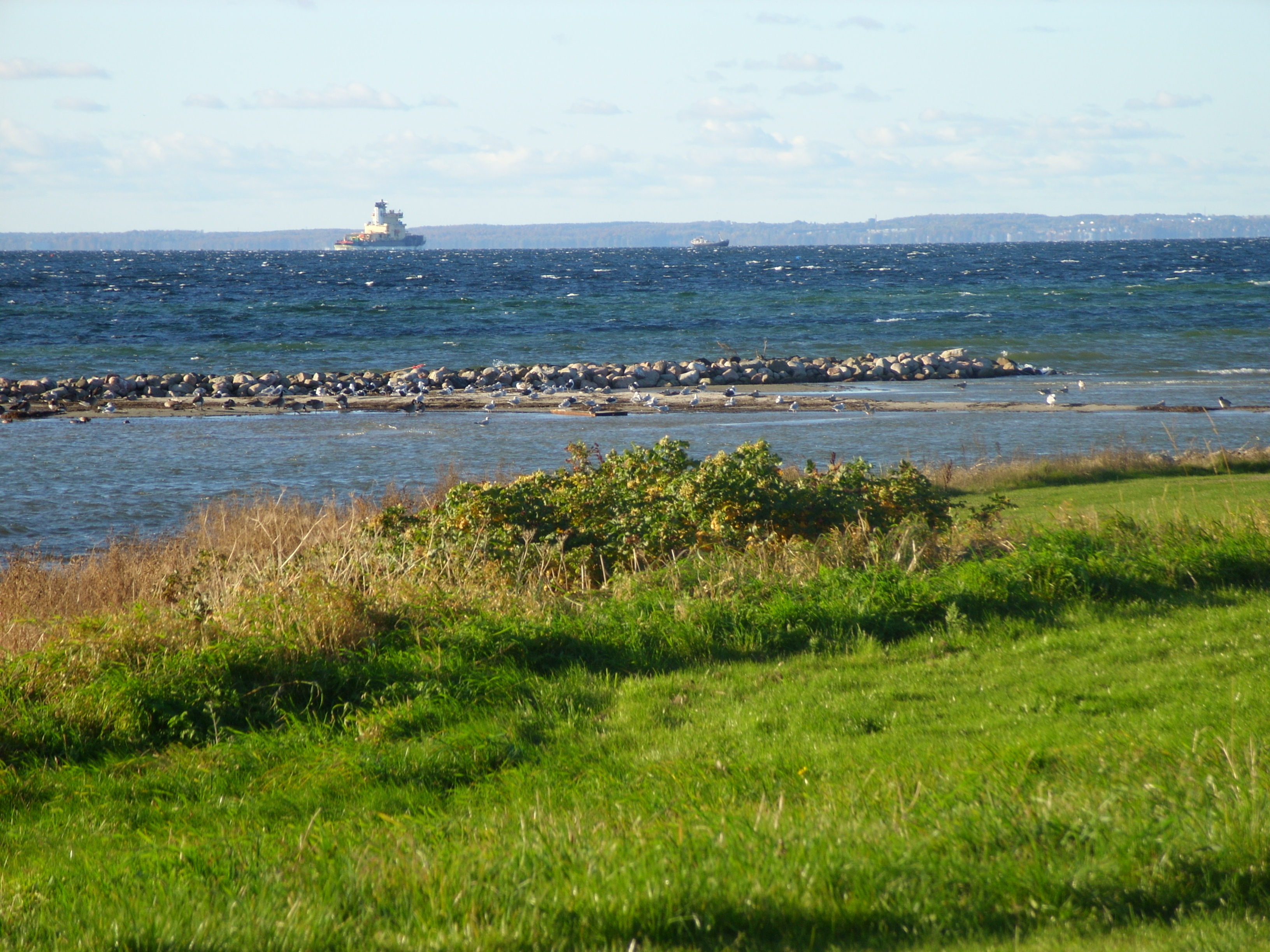
Dinamarca (Selandia) vista desde el lado sueco (Scania) del Öresund.

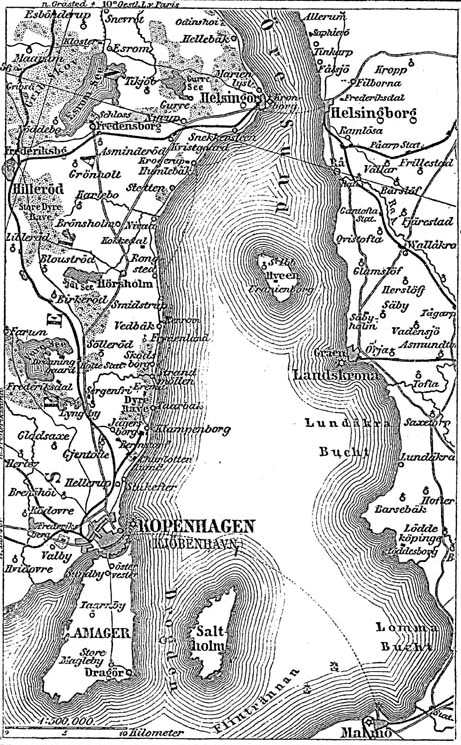
Øresund alrededor de 1888.

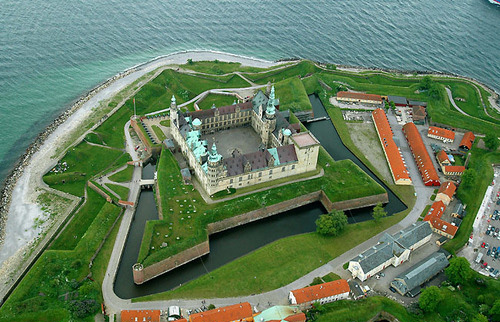
Castillo de Kronborg en Elsinor.

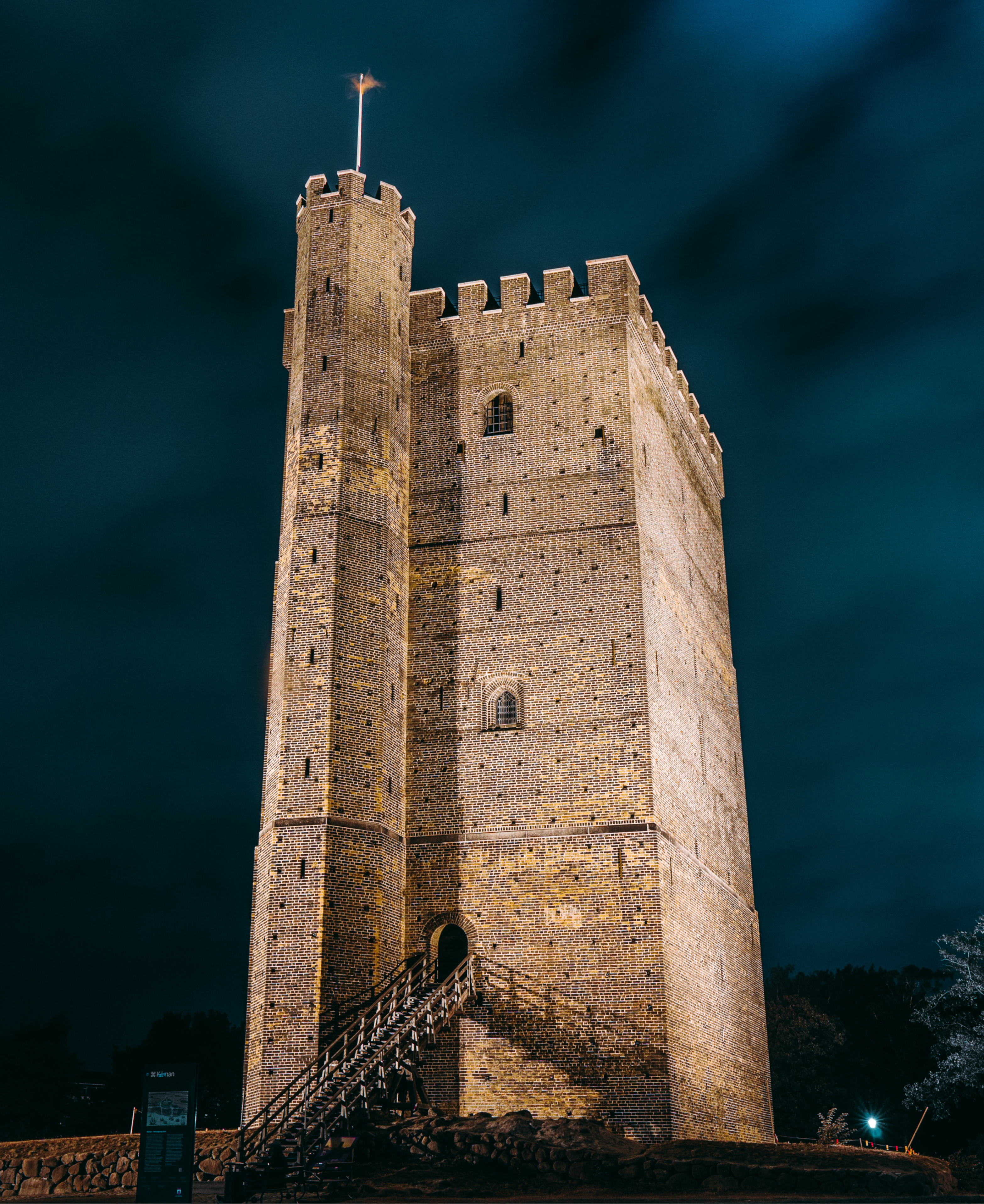
La Torre Kärnan en Helsingborg.

El control político de Øresund ha sido un asunto importante en la historia de la región, y fue disputado muchas veces a lo largo de la historia entre Dinamarca, Suecia y entidades como la Liga Hanseática. En la mayor parte de la Edad Media y Moderna, Dinamarca mantuvo el control político de Øresund mediante los fuertes costeros de Kronborg en Elsinor, en el lado oeste, y, hasta 1658, de Kärnan en Helsingborg, en el lado este. El estrecho tiene tan solo 4 kilómetros de ancho en el lugar donde están ubicados ambos fuertes.
Sin embargo, dado su papel como el paso del Báltico al mar del Norte que daba al antiguo mercado de Escania, tenía gran importancia estratégica, sobre todo para la Liga Hanseática durante su apogeo (siglos XIV-XV). Tras la recuperación del control del Báltico por Valdemar IV de Dinamarca en la primera guerra danesa-hanseática, la Confederación de Colonia retomó su destacado dominio del Báltico en su guerra de represalia de finales de la década de 1360, que incluía la sumisión de Copenhague al principio de la Campaña, y de Helsingborg tras una serie de duros asedios que concluyeron con las conversaciones de paz. Aunque administrativamente el estrecho seguía en manos danesas (como también la isla de Selandia, incluida Copenhague), el mercado de Escania, los fuertes estratégicos en el litoral oeste de la península escandinava y los pasos marítimos en el Báltico quedaron bajo dominio hanseático, prácticamente hasta la fundación de la Unión de Kalmar (hacia finales del siglo).
A partir del siglo XIX existían planes para unir los bordes del estrecho de Øresund mediante un túnel ferroviario entre Helsingborg y Elsinor. En los años 1960 Ruben Rausing, fundador del consorcio envasador de alimentos Tetra Pak, tuvo incluso la idea de secar esta vía de navegación para construir la ciudad de Orestadt en la zona. La crisis del petróleo terminó definitivamente con esa audaz idea.

### Peaje del estrecho
En 1426 el rey Erico de Pomerania introdujo el cobro de un peaje por el uso del estrecho (Øresundstolden en danés). Todos los barcos extranjeros que cruzaban por el estrecho debían detenerse en Elsinor y pagar el peaje a la Corona Danesa (independientemente de si la carga tenía origen o destino en Dinamarca o no). Rehusarse a pagar no era una alternativa posible, pues, si un barco se negaba a detenerse, lo hundían los cañones ubicados en Elsinor y Helsinborg. Aquello dio lugar a un nuevo conflicto armado con la Liga Hanseática que terminaría con la firma del armisticio de 1435, en el que las ciudades hanseáticas quedaban exentas del pago del peaje. En 1567 el peaje fue sustituido por un impuesto sobre la carga del barco, cambio que generó el triple de ingresos. Para evitar que los barcos simplemente usaran otra ruta, el impuesto también se cobraba en los otros dos estrechos daneses: el Gran Belt y el Pequeño Belt.
El peaje del estrecho se mantuvo como la fuente de ingreso más importante de la Corona Danesa durante varios siglos. Gracias a esto, los reyes daneses eran relativamente independientes de la aristocracia. A partir de 1645 los barcos suecos fueron eximidos del pago. Luego del traspaso a Suecia de las posesiones danesas en la península escandinava en 1658, el control del pago del peaje perdió la eficiencia que tenía antes.
La Convención de Copenhague de 1857 abolió el peaje y convirtió los estrechos daneses en aguas internacionales de libre uso para todo barco militar y comercial. La convención abolió el impuesto de paso por estrechos y todos los estrechos daneses se convirtieron en vías navegables internacionales libres para toda la navegación comercial. Sus disposiciones fueron reafirmadas posteriormente por el artículo 282 del Tratado de Versalles, adquiriendo carácter vinculante para sus partes. Si bien la Convención no abarca los buques de guerra, los buques militares también tenían libertad para atravesar los estrechos, regulados por la norma internacional general de paso inocente por estrechos internacionales y la Real Ordenanza de 1976.

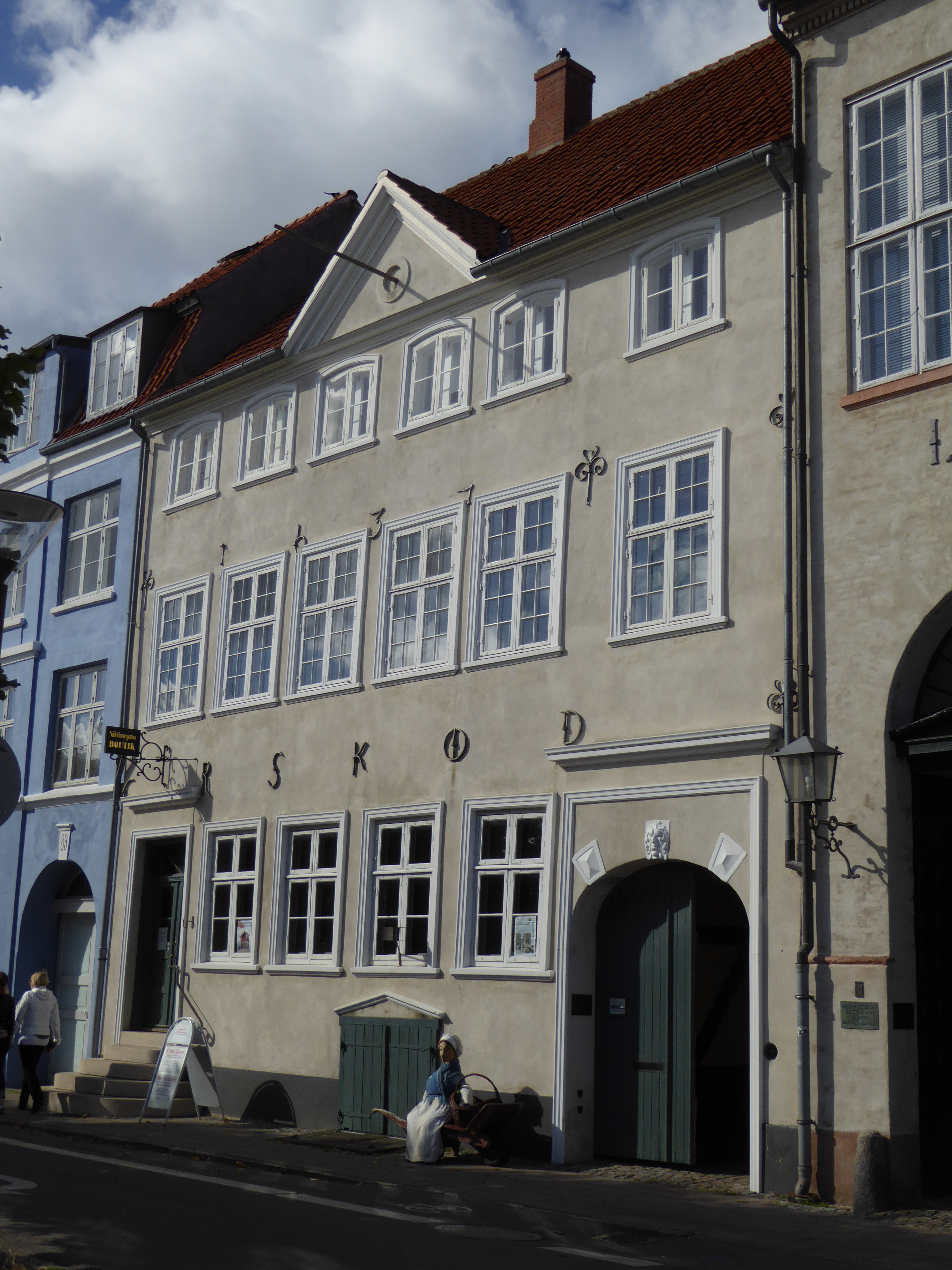
La casa Skibsklarerergaarden en Elsinor.

En la actualidad se encuentra en Elsinor la Skibsklarerergaarden, literalmente "La Casa del Guardacostas", una casa museo histórica y un edificio protegido. Un guardacostas se encargaba de los trámites en la Aduana del Öresund para la recaudación del Impuesto de paso de Dinamarca de todos los barcos que transitaban por el Öresund. El Impuesto de paso fue una de las fuentes de ingresos más importantes de Dinamarca, así como una de las principales causas de la prosperidad local en Elsinor. La planta baja del edificio alberga una tienda de suministros navales con el interior de tienda más antiguo que se conserva en Dinamarca. El edificio también se conoce como Rasmussens Gård.

### Puente de Ǿresund

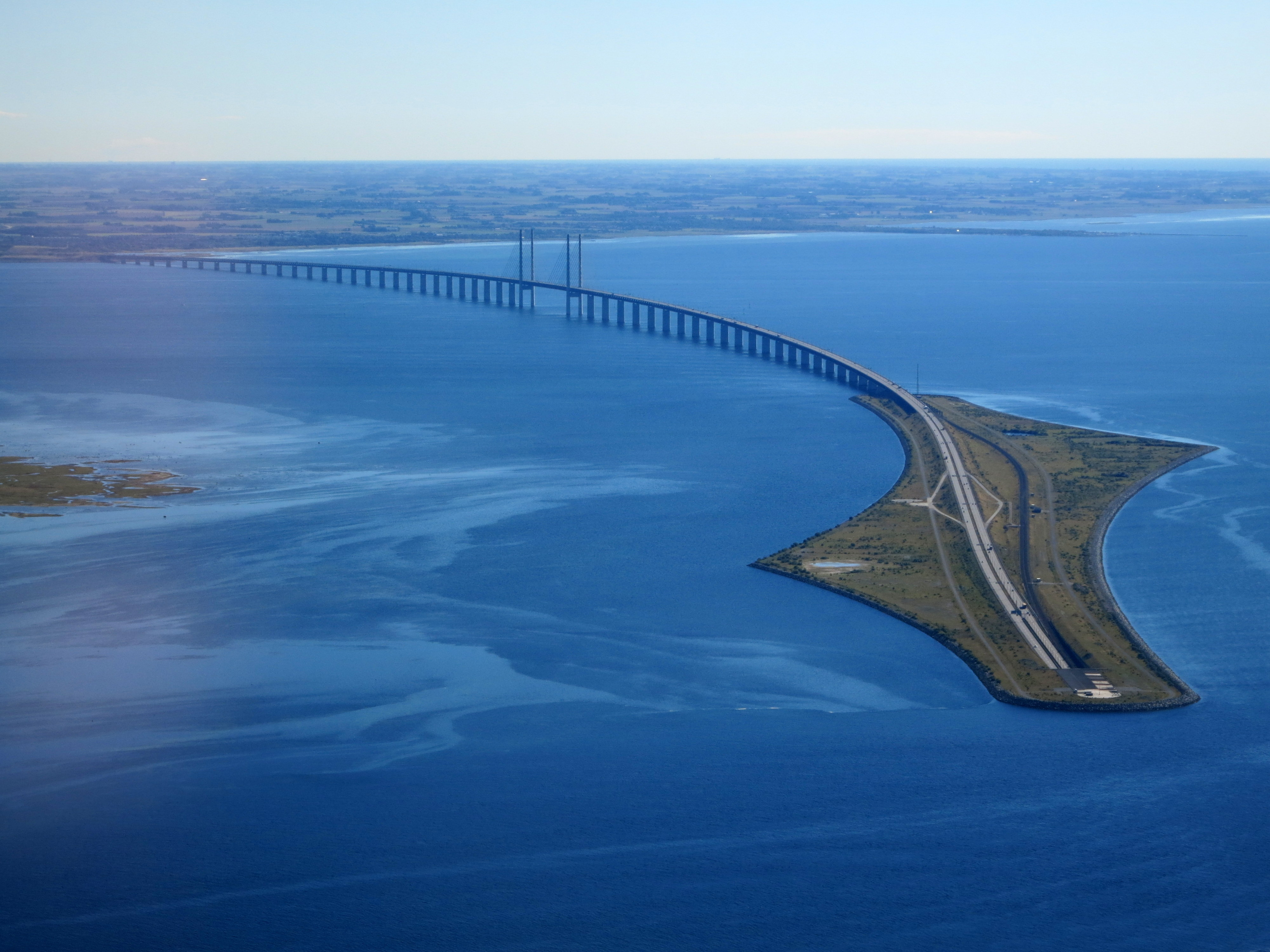
Vista aérea del Puente de Ǿresund en 2015.

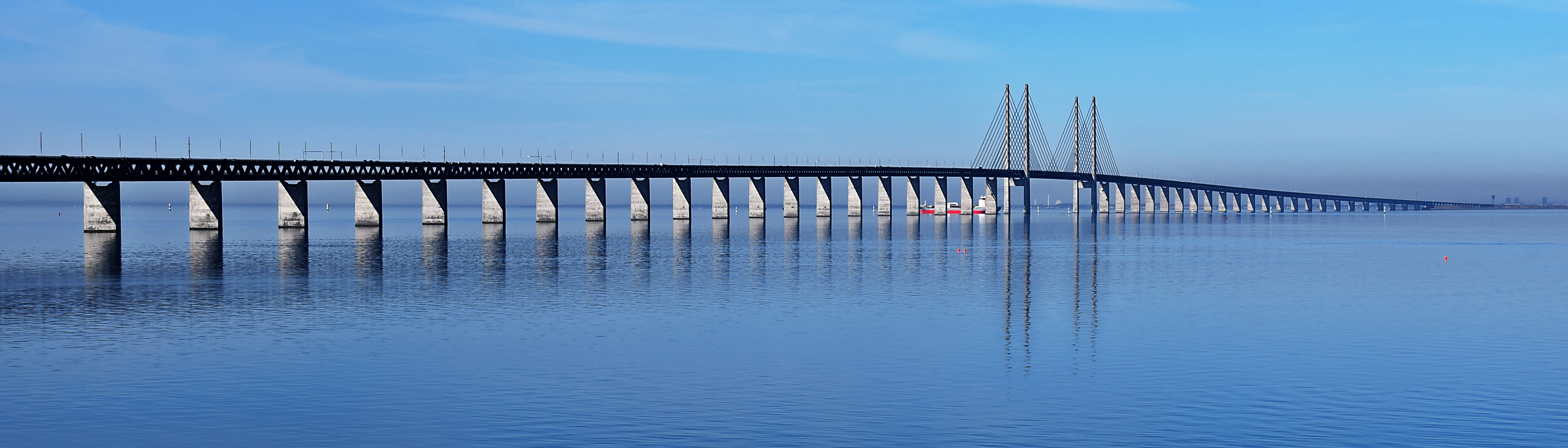
Vista de la parte puente del Ǿresund

El puente de Øresund es un largo puente que conecta la capital danesa de Copenhague con la ciudad sueca de Malmö. El puente cuenta con dos líneas de tren y seis carriles para vehículos. Para su construcción se creó la isla artificial de Peberholm, donde el puente pisa una porción de tierra firme y se convierte en túnel. Fue inaugurado el 2 de julio de 2000.
Por carretera, a velocidad normal, el trayecto de Copenhague a Malmö dura aproximadamente de 15 a 20 minutos. La frecuencia de los trenes Malmö-Copenhague es de cada 20 minutos, que cruzan el Øresund en 25 minutos. 
El puente de Øresund permite la unión por carretera y ferrocarril de Suecia y Finlandia con el resto de los países de la Unión Europea y, por tanto, tiene un gran impacto.

## Islas

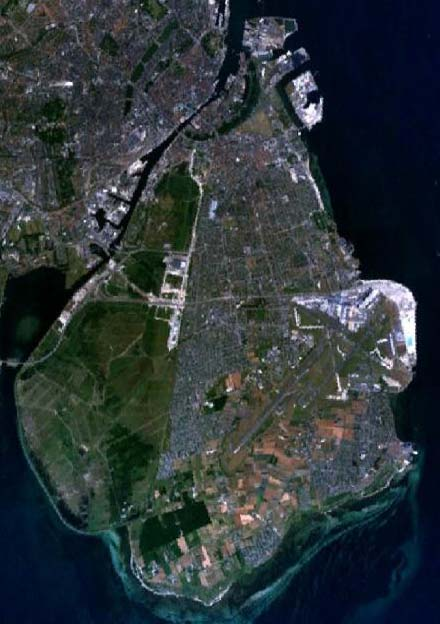
Isla Amager.

- Selandia, la gran isla en la que está la ciudad de Copenhague.
- Amager, donde se encuentra el aeropuerto de Copenhague-Kastrup.
- Saltholm; isla utilizada para albergar enfermos de la peste negra y del cólera, más tarde siendo una fortaleza para defender Copenhague.
- Peberholm, llegada del puente de Öresund.
- Ven, perteneciente a Suecia.

## Aspectos culturales
Una de las obras dramáticas cumbres de la literatura universal, Hamlet de William Shakespeare, sucede en el Castillo de Kronborg en Elsinor a orillas de este Estrecho.

## Futuro metro de Øresund
El Metro de Öresund es una propuesta de conexión de metro entre las ciudades de Copenhague (Dinamarca) y Malmö (Suecia). Complementaría la línea  existente de tren normal del Öresund.
En septiembre de 2011, los gobiernos locales de Copenhague y Malmö anunciaron su solicitud de financiación de la Unión Europea para estudiar una posible línea de metro bajo el Öresund hasta el barrio de la Estación Central de Malmö, que ofrecería viajes más rápidos y capacidad adicional a la del actual Puente de Öresund. El estudio, para el que la UE otorgó financiación en diciembre del año siguiente, considerará tanto una lanzadera sencilla entre las dos estaciones como una línea continua integrada con las redes de transporte local a ambos lados, y se prevé un tiempo de viaje de aproximadamente 20 minutos entre los dos centros urbanos. El estudio finalizó en abril de 2021.
En mayo de 2018 se anunció la creación del Ejecutivo del Metro de Øresund, formado por representantes de las dos ciudades, industria e investigadores, para explorar la propuesta de unir Copenhague y Malmö a través de un sistema de metro sin conductor, con un tiempo de viaje de unos 20 minutos en comparación con los 35 minutos en tren. Se esperan limitaciones de capacidad en los servicios ferroviarios de la línea Øresund una vez que se complete el Enlace fijo de Fehmarn, y la propuesta de metro de 4.000 millones de euros aliviaría este cuello de botella.